# Ian Murdock

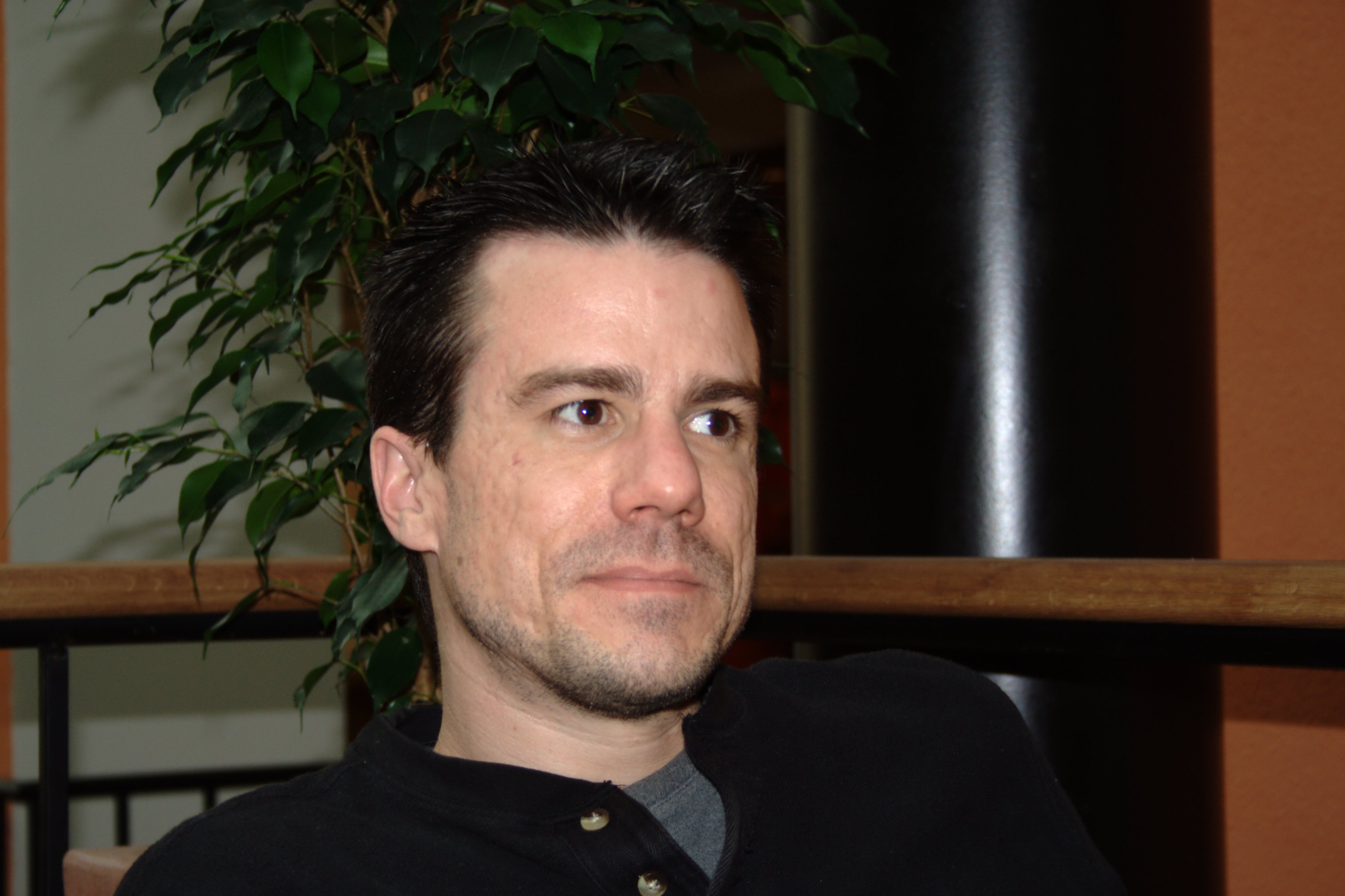
Ian Murdock (2008)

Ian Ashley Murdock (* 28. April 1973 in Konstanz; † 28. Dezember 2015 in San Francisco) war ein US-amerikanischer Informatiker. In der Linux-Szene machte er sich vor allem durch die Gründung des Debian-Projektes – 1993, in den ersten Jahren von Linux – einen Namen. Dessen Bedeutung besteht auch darin, dass die heute populären Linux-Distributionen Ubuntu und Linux Mint auf Debian Linux beruhen und bei Paketaktualisierungen auf die Vorarbeit der Debian-Entwickler angewiesen sind (vgl. Liste von Linux-Distributionen, Debian#Verbreitung und Distrowatch#Seitentreffer-Rangliste).

## Leben
Ian Murdock war der Sohn des Entomologen Larry L. Murdock. Dieser war von 1968 bis 1975 an der Universität Konstanz als Postdoc tätig.
Murdock studierte an der Purdue University in West Lafayette (Indiana) und schloss 1996 seinen Bachelor-Grad in Informatik ab.  Aus Unzufriedenheit mit anderen Linux-Distributionen der Zeit, besonders mit Softlanding Linux System (Vorläufer von Slackware), gründete er am 16. August 1993 das Debian-Projekt. Der Name Debian leitete sich aus dem Namen seiner Freundin und späteren Frau Debra Lynn sowie seinem eigenen ab (Deb und Ian). 
Von 1993 bis 1996 war Murdock Leiter des Debian-Projekts. Von 1997 bis 2000 war er für die University of Arizona als Programmierer tätig und besuchte Vorlesungen an der Informatikfakultät. Zusammen mit John H. Hartman gründete er 2000 die Firma Progeny Linux Systems. Er engagierte sich in diversen Linux-Projekten und in der Open-Source-Bewegung. Seit 2006 war er Technik-Chef der Linux Foundation und leitete die Linux Standard Base (LSB). Er erarbeitete dort die LSB 3.1 und die Roadmap zu der nächsten Revision 4.0.
Ab März 2007 arbeitete er für Sun Microsystems. Dort sollte er sich in der für ihn neu geschaffenen Position des Chief Operating Platforms Officer um die strategische Ausrichtung von Suns Solaris- und Linux-Aktivitäten kümmern. Im Mai 2007 wurde von Sun das Project Indiana gestartet, dessen Ziel es ist, Solaris und Linux kompatibler zueinander zu machen, und dessen Leitung Murdock übernahm.
Ian Murdock hatte mit seiner im Januar 2008 geschiedenen Ex-Frau Debra zwei Kinder.
Er arbeitete von 2011 bis 2015 bei ExactTarget in Indianapolis, Indiana.
Im November 2015 wechselte er zu Docker und lebte in San Francisco.

## Tod
Murdock starb am 28. Dezember 2015 im Alter von 42 Jahren in San Francisco.
Am Sonntag, dem 27.,
und am 28. Dezember fiel eine Serie seiner Tweets auf, 
in denen er zunächst seinen Suizid ankündigte und dann angebliche, seine Persönlichkeitsrechte verletzende Übergriffe der Polizei
anklagte. Die Suizidankündigung wurde später anscheinend zurückgenommen bzw. relativiert.
In der Nacht vom 26. auf den 27. Dezember war die Polizei auf einen mutmaßlichen Einbruchversuch in seinem Wohnblock aufmerksam gemacht worden und nahm den lärmenden Murdock als Tatverdächtigen fest. Er schien betrunken zu sein. Murdock schlug seinen Kopf gegen die Wand des Gefangenenabteils im Polizeifahrzeug, lieferte sich dann eine tätliche und lautstarke Auseinandersetzung mit den Polizisten, die sein selbstverletzendes Verhalten unterbinden wollten, und wurde nach medizinischer Versorgung seiner so insgesamt erlittenen Verletzungen freigelassen. Drei Stunden nach dem ersten Vorfall wurde die Polizei wieder gerufen, als er gegen die Tür eines Nachbarn schlug. Nun wurde er wegen vierer Tatbestände in das County-Gefängnis eingeliefert und im Laufe des 27. Dezember gegen eine Kaution von 25.000 US-$ auf freien Fuß gesetzt. Im Laufe des 28. Dezember nahm die Polizei Hinweise auf seinen Suizid zum Anlass, den Wohnblock erneut aufzusuchen, und fand ihn tot vor. Die Todesursache wurde nicht bekanntgegeben, seine Familie betonte ihren Wunsch nach Achtung ihrer Privatsphäre.
Murdock soll nie zuvor mit dem Gesetz in Konflikt geraten sein.
Im Juli 2016 wurde bekannt gegeben, dass sein Tod als Suizid eingestuft wurde.